# Kelderkast

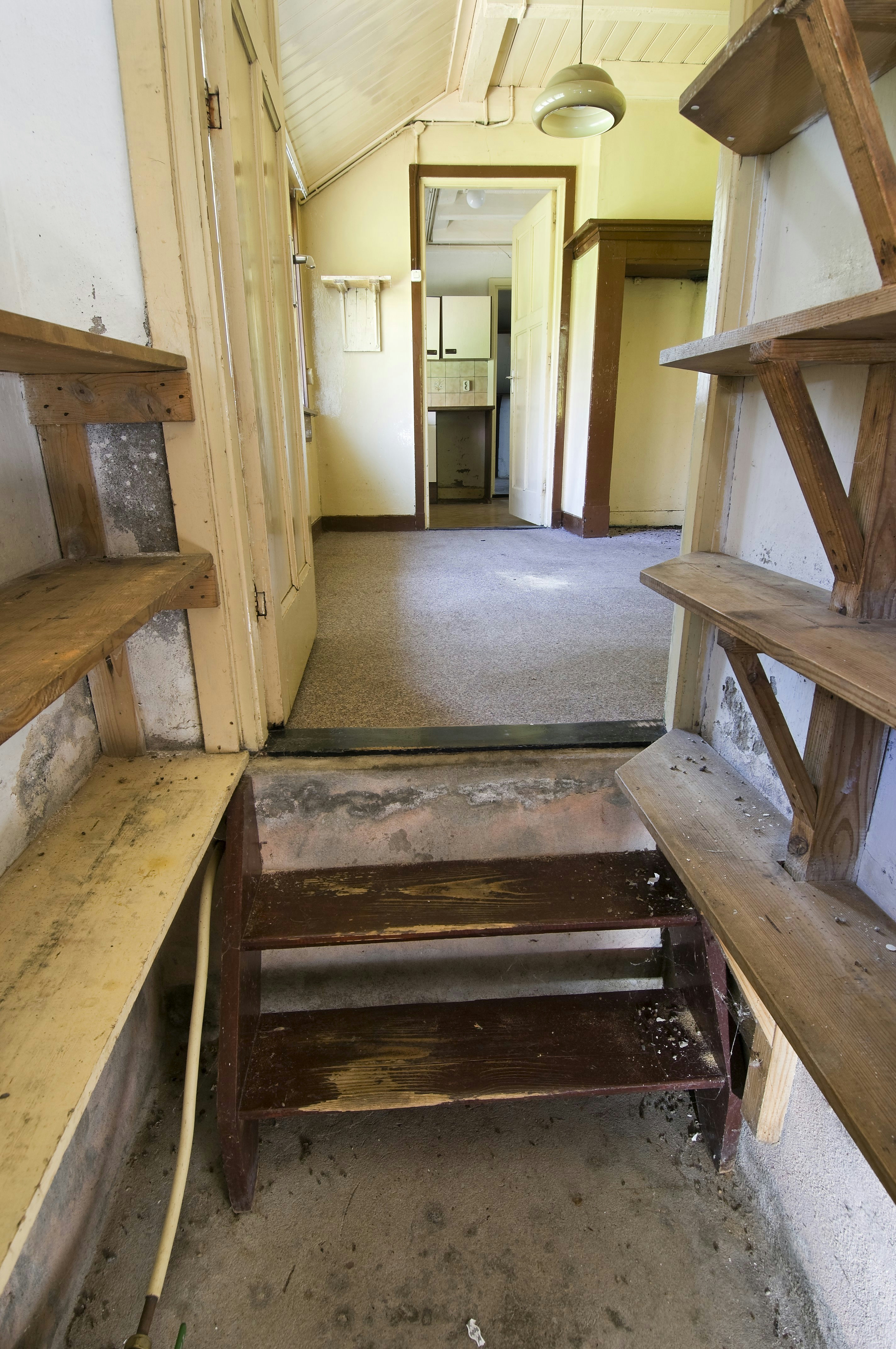
Een kelderkast met blik op de bijkeuken

Een kelderkast is een enkele tientallen centimeters verdiepte ruimte achter een deur; meestal onder de trap van de begane grond naar de eerste verdieping.
Deze koele inloopkast fungeert als een kleine kelder en komt vooral voor in de wat oudere sociale woningen. Deze ruimte werd veelal gebruikt voor schoonmaakspullen zoals bezems en luiwagens, maar men maakte er ook vaak schappen waar men allerlei etenswaren kon plaatsen. Veelal werden hier indertijd de weckflessen op gezet.
Met de komst van een betaalbare elektrische koelkast is de noodzaak voor het inbouwen van een kelderkast in nieuwe woningen komen te vervallen. Maar om de ruimte onder de trap toch te benutten wordt de ruimte onder de trap nog steeds gebruikt als inbouwkast.

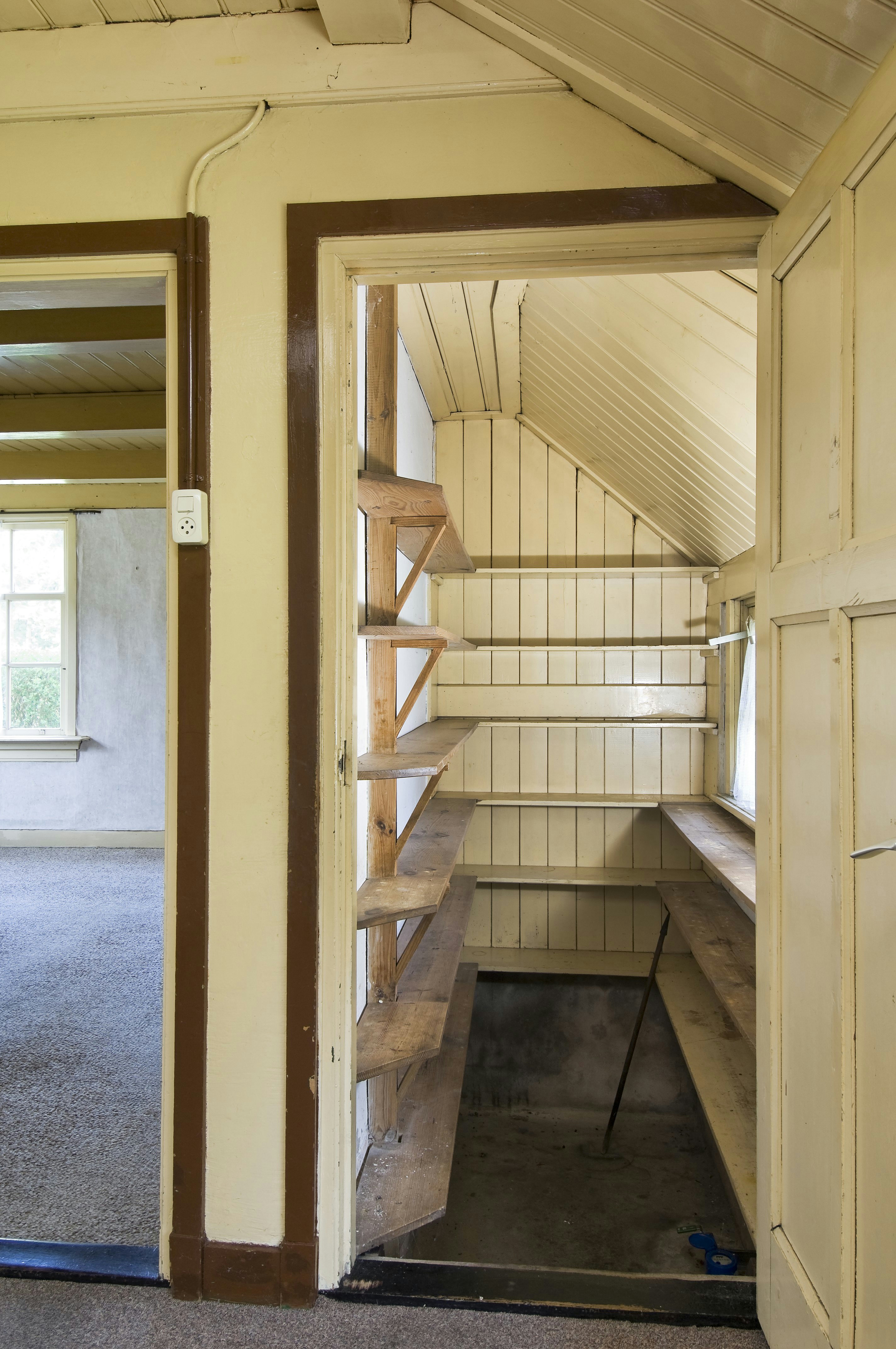
Een kelderkast ingericht als provisiekast in Frederiksoord
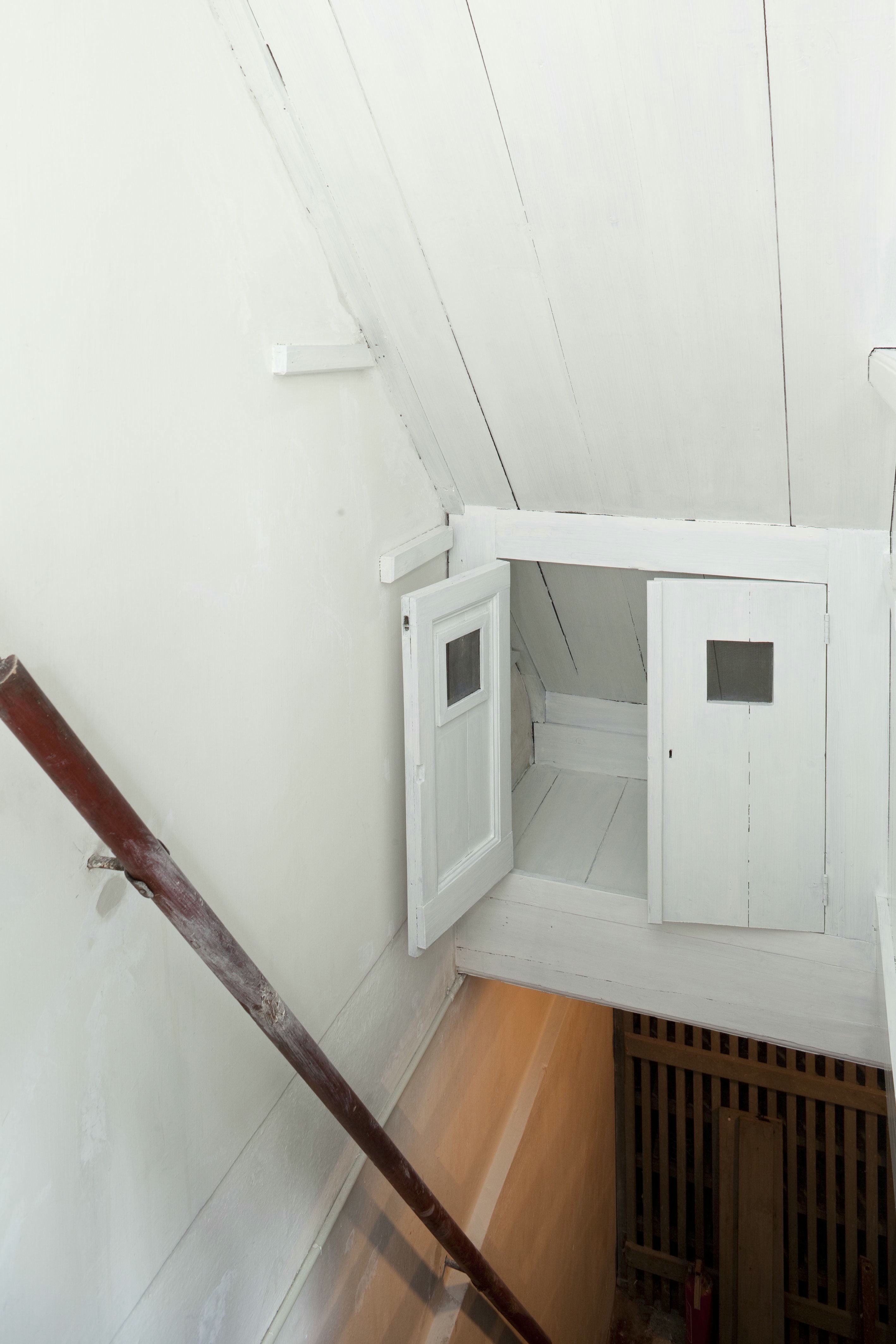
Ter vergelijking: een inbouwkastje aan een keldertrap